# Arcieparchia di Przemyśl-Varsavia

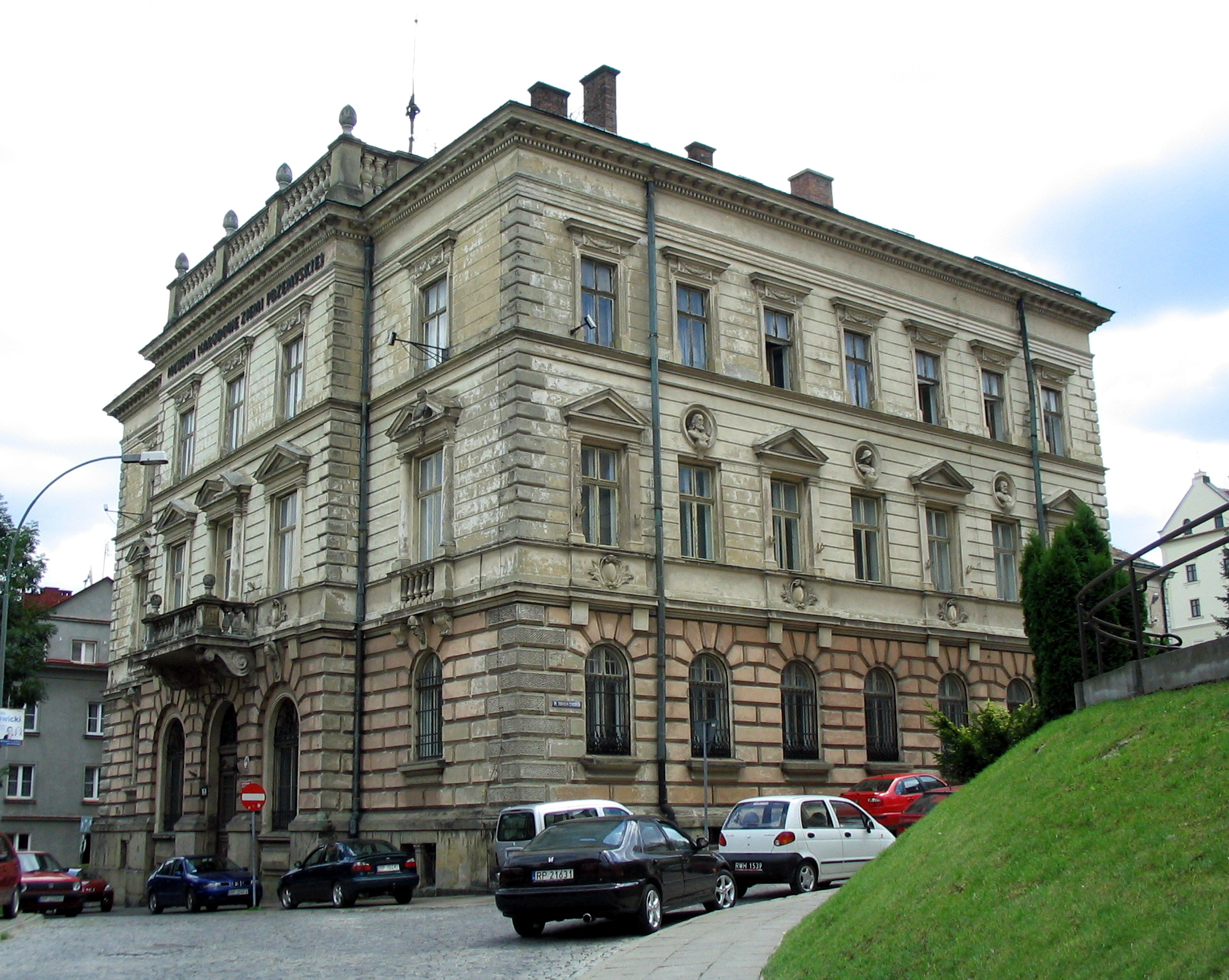
Il palazzo eparchiale di Przemyśl.

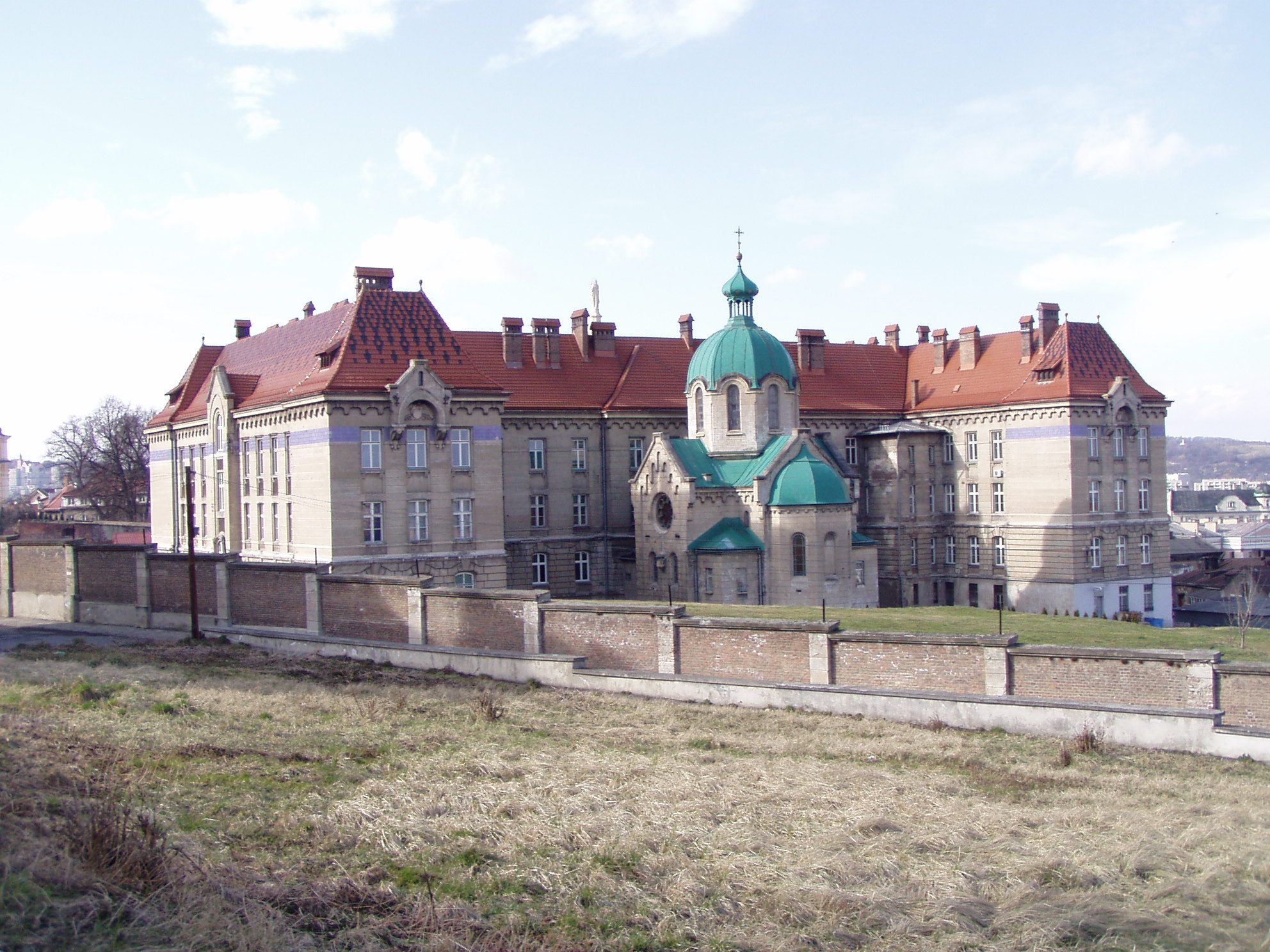
L'ex seminario eparchiale, oggi sede degli uffici della curia.

L'arcieparchia di Przemyśl-Varsavia di rito bizantino-ucraino (in latino: Archieparchia Premisliensis-Varsaviensis ritus byzantini ucraini) è una sede metropolitana della Chiesa greco-cattolica ucraina in Polonia. Nel 2022 contava 15.000 battezzati. È retta dall'arcieparca Eugeniusz Mirosław Popowicz.

## Territorio
L'arcieparchia comprende la Polonia orientale e meridionale. I fedeli del rito bizantino-ucraino sono più numerosi nelle regioni di confine con l'Ucraina e Przemyśl, la sede arcieparchiale, si trova proprio lungo il confine.
A Przemyśl si trova la cattedrale di San Giovanni Battista. A Lublino sorge il Seminario metropolitano.
Il territorio è suddiviso in 6 decanati e in 44 parrocchie.

## Storia
L'eparchia di rito bizantino fu eretta forse nel 1087, anche se i primi riscontri storici di un vescovo in questa regione cominciano con Antoni Dobrynia nel 1218.
Nel 1609 fu eretta l'eparchia greco-cattolica, di cui il primo vescovo fu Aleksander Atanazy Krupecki. La successione ortodossa si interruppe nel 1691 quando l'eparca Innocenty Winnicki abbracciò l'unione con la Santa Sede e divenne eparca greco-cattolico. Originariamente l'eparchia era suffraganea dell'arcieparchia di Kiev. L'eparchia ortodossa sarà ristabilita solo nel 1983.
Il 22 febbraio 1807 per effetto della bolla In universalis Ecclesiae di papa Pio VII entrò a far parte della provincia ecclesiastica dell'arcieparchia di Leopoli e Halyč (oggi arcieparchia di Leopoli). Con la stessa bolla il Papa concedeva il diritto di elezione degli arcieparchi all'imperatore.
Il 10 febbraio 1934 cedette una porzione di territorio a vantaggio dell'erezione dell'amministrazione apostolica di Łemkowszczyzna. I territori dell'amministrazione apostolica tornarono ad essere amministrati con quelli dell'eparchia di Przemyśl.
Durante la seconda guerra mondiale cominciò un periodo di terrore per la Chiesa greco-cattolica in Polonia. Durante l'occupazione sovietica del 1939 molti sacerdoti greco-cattolici furono arrestati e deportati, fu bandito l'insegnamento religioso dalle scuole, furono chiuse o censurate le case editrici cattoliche. Anche dopo la guerra molte parrocchie furono chiuse e la Chiesa greco-cattolica dichiarata fuori legge e forzosamente aggregata alla Chiesa ortodossa. Il primate di Polonia August Hlond chiese istruzioni alla Santa Sede in merito alla situazione dei cattolici di rito bizantino e ottenne da papa Pio XII per sé e per l'arcivescovo di Cracovia poteri speciali per assicurare ai fedeli greco-cattolici l'assistenza spirituale. Il 10 dicembre 1946 il primate Hlond ebbe l'incarico di delegato speciale per tutti i riti orientali.
Il 25 giugno di quell'anno Jozafat Józef Kocyłowski e il suo vescovo ausiliare Hryhorij Lakota furono arrestati e morirono rispettivamente nel 1947 e nel 1950. Saranno beatificati da papa Giovanni Paolo II il 27 giugno 2001.
Nel 1977 Ivan Choma fu consacrato vescovo senza il permesso della Santa Sede e non prese mai possesso della sede eparchiale, risiedendo a Roma, dove divenne rettore dell'università di San Clemente.
Il 18 settembre 1981 fu eretto l'ordinariato di Polonia per i fedeli di rito bizantino e armeno; in assenza di una loro gerarchia propria, anche i fedeli greco-cattolici ucraini furono inclusi nella sua giurisdizione.
Solo dal 1989 la Chiesa greco-cattolica ucraina in Polonia ebbe il primo vescovo legittimo dopo la deportazione di Jozafat Kocyłowski, con la consacrazione episcopale di Ivan Martyniak come vescovo ausiliare (16 ottobre); il 16 gennaio 1991 Martyniak fu nominato eparca di Przemyśl.
Il 25 marzo 1992 nell'ambito della riorganizzazione delle diocesi polacche voluta da papa Giovanni Paolo II con la bolla Totus tuus Poloniae populus, l'eparchia di Przemyśl entrò a far parte della provincia ecclesiastica di Varsavia. Tuttavia, il 16 giugno 1993 fu dichiarata immediatamente soggetta alla Santa Sede.
Il 1º giugno 1996 la sede ha ceduto la giurisdizione della Polonia occidentale e settentrionale a vantaggio dell'erezione dell'eparchia di Breslavia-Danzica (oggi eparchia di Breslavia-Koszalin) e nel contempo è stata elevata al rango di arcieparchia metropolitana con la bolla Ad aptius providendum di papa Giovanni Paolo II, assumendo il nome attuale.
Il 25 novembre 2020 ha ceduto ulteriormente parte del suo territorio a vantaggio dell'erezione dell'eparchia di Olsztyn-Danzica.

## Cronotassi dei vescovi
Si omettono i periodi di sede vacante non superiori ai 2 anni o non storicamente accertati.
- Aleksander Atanazy Krupecki † (15 settembre 1609 - 6 maggio 1652 deceduto)
- Prokop Chmielowski † (6 maggio 1652 succeduto - 22 febbraio 1664 deceduto)
- Antoni Terlecki † (22 febbraio 1664 succeduto - 28 dicembre 1669 deceduto)
  - Jan Małachowski † (1670 - 1691 confermato eparca di Chełm) (vescovo titolare)
- Innocenty Winnicki † (23 giugno 1691 - 24 febbraio 1700 deceduto)
- Jerzy Winnicki, O.S.B.M. † (5 giugno 1700 - 1710 nominato arcieparca di Kiev)
  - Sede vacante (1710-1715)[3]
- Hieronim Ustrzycki † (10 dicembre 1715 - 1746 dimesso)
- Onufry Szumlański † (1746 succeduto - 20 aprile 1762 deceduto)
- Atanazy Andrzej Szeptycki † (8 novembre 1762 - 7 giugno 1779 deceduto)
  - Sede vacante (1779-1785)
- Maksymialian Ryłło, O.S.B.M. † (2 settembre 1785[4] - 22 novembre 1793 deceduto)
  - Sede vacante (1793-1796)[5]
- Antoni Angelowicz † (14 febbraio 1796 - 16 marzo 1808 nominato arcieparca di Leopoli)
  - Sede vacante (1808-1813)
- Michał Lewicki † (20 settembre 1813 - 8 marzo 1816 nominato arcieparca di Leopoli)
  - Sede vacante (1816-1818)
- Jan Śnigurski † (30 marzo 1818 - 24 agosto 1847 deceduto)
- Grzegorz Jachimowicz † (5 settembre 1848 - 23 marzo 1860 nominato arcieparca di Leopoli)
- Tomasz Polański † (23 marzo 1860 - 1º ottobre 1867 dimesso)
- Josyf Sembratowicz † (1867 - 27 giugno 1870 nominato arcieparca di Leopoli)
  - Sede vacante (1870-1872)
- Jan Saturnin Stupnicki † (8 settembre 1872 - 22 dicembre 1890 deceduto)
- Julian Pelesz † (22 settembre 1891 - 22 aprile 1896 deceduto)
- Konstantyn Czechowicz † (17 novembre 1896 - 28 aprile 1915 deceduto)
- Beato Jozafat Józef Kocyłowski, O.S.B.M. † (29 gennaio 1917 - 17 novembre 1947 deceduto)
  - Sede vacante (1947-1991)
  - Ivan Choma † (2 aprile 1977 - 16 giugno 1991 dimesso) (non riconosciuto dalla Santa Sede[6])
- Ivan Martyniak (16 gennaio 1991 - 7 novembre 2015 ritirato)
- Eugeniusz Mirosław Popowicz, dal 7 novembre 2015

## Statistiche
L'arcieparchia nel 2022 contava 15.000 battezzati.
| anno | popolazione | popolazione | popolazione | presbiteri | presbiteri | presbiteri | presbiteri                | diaconi | religiosi | religiosi | parrocchie |
| anno | battezzati  | totale      | %           | numero     | secolari   | regolari   | battezzati per presbitero | diaconi | uomini    | donne     | parrocchie |
| ---- | ----------- | ----------- | ----------- | ---------- | ---------- | ---------- | ------------------------- | ------- | --------- | --------- | ---------- |
| 1943 | 1.159.380   | ?           | ?           | 657        | 657        |            | 1.764                     |         |           |           | 640        |
| 1999 | 32.000      | ?           | ?           | 44         | 28         | 16         | 727                       | 1       | 85        | 87        | 49         |
| 2000 | 32.000      | ?           | ?           | 44         | 28         | 16         | 727                       | 1       | 85        | 87        | 49         |
| 2001 | 32.000      | ?           | ?           | 45         | 29         | 16         | 711                       |         | 76        | 87        | 81         |
| 2002 | 32.000      | ?           | ?           | 42         | 26         | 16         | 761                       |         | 76        | 87        | 81         |
| 2003 | 32.000      | ?           | ?           | 46         | 30         | 16         | 695                       | 2       | 74        | 96        | 82         |
| 2004 | 32.000      | ?           | ?           | 47         | 30         | 17         | 680                       | 3       | 62        | 87        | 84         |
| 2009 | 30.000      | ?           | ?           | 51         | 38         | 13         | 588                       | 3       | 17        | 76        | 85         |
| 2013 | 30.000      | ?           | ?           | 47         | 36         | 11         | 638                       | 4       | 13        | 84        | 69         |
| 2016 | 30.000      | ?           | ?           | 47         | 36         | 11         | 638                       | 4       | 14        | 77        | 72         |
| 2019 | 30.000      | ?           | ?           | 55         | 41         | 14         | 545                       | 4       | 16        | 70        | 68         |
| 2020 | 30.000      | ?           | ?           | 39         | 29         | 10         | 769                       | 4       | 13        | 70        | 44         |
| 2021 | 15.000      | ?           | ?           | 39         | 29         | 10         | 384                       | 4       | 13        | 36        | 44         |